# ناحیه اگدر، شهرستان مارشال، مینه‌سوتا
شهرستان اگدر، بخش مارشال، مینه‌سوتا (به انگلیسی: Agder Township, Marshall County, Minnesota) یک منطقهٔ مسکونی در ایالات متحده آمریکا است که در مینه‌سوتا واقع شده‌است.

## خصوصیات
شهرستان اگدر ۱۱۴٫۶ کیلومترمربع مساحت و ۱۰۸ نفر جمعیت دارد و ۳۴۸ متر بالاتر از سطح دریا واقع شده‌است.